# Astrodome
El NRG Astrodome (anteriormente llamado, Reliant Astrodome) o simplemente Astrodome fue un estadio multiusos en la ciudad de Houston, estado de Texas, Estados Unidos. Se construyó entre 1963 y 1965, y dejó de utilizarse en 2008. Fue sede de los Houston Astros de las Grandes Ligas de Béisbol desde 1965 hasta 1999, y los Houston Oilers de la National Football League desde 1968 hasta 1997.
El Astrodome fue el  primer estadio techado en el mundo. También fue el primer estadio de grandes ligas en adoptar una superficie de césped sintético, luego renombrado a AstroTurf. Su diseño circular era semejante al del RFK Memorial Stadium de Washington D. C. de 1960.
En 1968 se disputó allí un partido de baloncesto universitario entre los  Houston Cougars y los UCLA Bruins ante 52 693 espectadores. Fue el primer partido de temporada regular de la NCAA transmitido en televisión nacional en horario estelar. En 1971 se jugó allí la final del Campeonato Nacional de Baloncesto Masculino de la NCAA.
En 1971, el motociclista acróbata Evel Knievel saltó por encima de 13 automóviles en el Astrodome. En 1973 se realizó allí la segunda Batalla de los Sexos, en la que la tenista Billie Jean King derrotó al veterano Bobby Riggs en tres sets corridos para ganar 100 000 dólares. Además, el estadio albergó numerosas carreras de motociclismo de los campeonatos de la AMA de speedway y motocross
Por otra parte, desde 1966 hasta 2002 fue sede del Houston Livestock Show and Rodeo, una de las ferias ganaderas más grandes del mundo. La cantante texana Selena presentó su último concierto televisado en la feria del 26 de febrero de 1995 para promocionar su producción discográfica Amor prohibido.
En 1970, entre febrero y marzo, Elvis Presley dio seis conciertos en el Astrodome, con una taquilla combinada de 200 000 espectadores. En 2001 se realizó allí el espectáculo de lucha libre profesional WrestleMania X-Seven. El All-Star Game de la NBA 1989 se celebró en el Astrodome ante 44.735 espectadores. En 2001 se filmó uno de los videoclips de la canción «Stuck in a Moment You Can't Get Out Of» de la banda de rock irlandesa U2.
En 2002 se construyó el NRG Stadium en un predio lindero, por lo que el Astrodome se dejó de usar regularmente luego del concierto de George Strait en febrero de 2003. Luego del huracán Katrina de 2005, el estadio se usó durante dos semanas para evacuados del estado de Luisiana.